# Pulgasari
Pulgasari je severnokorejski film iz 1985. godine koji je producirao severnokorejski diktator Kim Đong Il, a režirao južnokorejski režiser Shin Sang ok.
Kako bi razvio filmsku industriju u svojoj državi i promenio zapadnjačko mišljenje o Radničkoj Partiji Koreje sadašnji severnokorejski diktator Kim Đong Il je kidnapovao svog omiljenog južnokorejskog reditelja Shin-Sang Oka i sa još dvoje glavnih glumaca doveo ih u Pjongjang, gde je 1985. godine snimljen poslednji severnokorejski film nazvan Pulgasari po istoimenom glavnom junaku, gigantskom čudovištu i simbolu borbe protiv kapitalizma.
Radnja filma smeštena je u jednom seocetu gde mitsko čudovište Pulgasari pomaže meštanima u borbi sa surovim protivnicima. Film odlikuje mnoštvo zanimljivih i smešnih specijalnih efekata kao i impresivne grupne borbe u kojima učestvuje hiljade statista.
Sin diktatora Kim Il Sunga i sadašnji severnokorejski diktator Kim Đong Il najavio je premijeru nastavka filma o Pulgasariju za 2009. godinu, u kojem će mu protivnik biti čudovište Godzila. 

## Spoljašnje veze
- Isečak filma na YouTube
- Pulgasari на веб-сајту  (језик: енглески)